# Projet High 5s
Le projet High 5s est une initiative internationale lancée par l’Alliance mondiale pour la sécurité du patient, de l’Organisation mondiale de la santé (OMS) en 2006.
Coordonné par le centre collaborateur OMS pour la sécurité des patients (« Joint Commission International »), ce projet réunit huit pays : Australie, Allemagne, Pays Bas, Canada, États-Unis, Singapour, République de Trinité-et-Tobago, France.
L’objectif général du projet High 5s est de réduire, de façon pérenne et mesurable, des problèmes majeurs liés à la sécurité des patients. Plus précisément, High 5s vise à évaluer la faisabilité et l’impact de solutions standardisées déployées au sein d’établissements volontaires dans les huit pays participants, pendant cinq ans.
En France, le projet est coordonné par la Haute Autorité de santé, engagée depuis 2009, avec le soutien du Ministère de la Santé.